# Kastell Boroșneu Mare

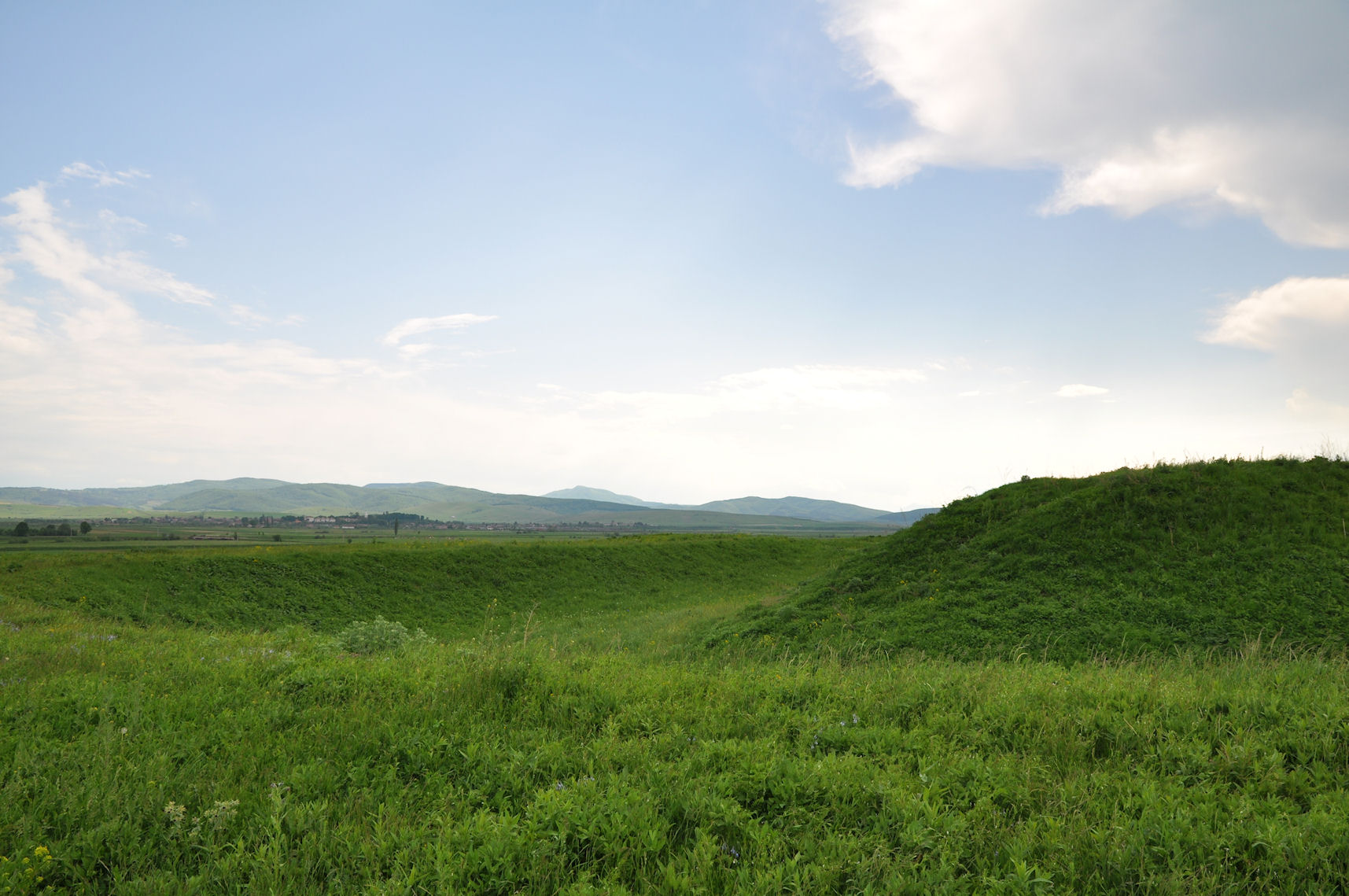
Ehemaliger Verteidigungsgraben des Kastells Boroșneu Mare (2011)

Kastell Boroșneu Mare war ein römisches Hilfstruppenlager auf dem Gemeindegebiet von Boroșneu Mare (Groß-Weindorf), Kreis Covasna in der rumänischen Region Siebenbürgen. Gemeinsam mit insgesamt 277 Stätten des Dakischen Limes wurde das Kastell Boroșneu Mare 2024 zum UNESCO-Weltkulturerbe erhoben.

## Lage
Im heutigen Siedlungsbild liegt das Bodendenkmal am nördlichen Rand des Dorfes Boroșneu Mare in der Flur „Vir“. Es ist durch seine auffällige, rechteckförmige Bodenverformung deutlich im Gelände zu sehen. Zum Teil wurde es durch einen neuzeitlichen Herrensitz überbaut. Topographisch befindet sich das ehemalige Kastell auf einem Höhenrücken oberhalb der Niederterrasse des Baches Pârâul Negru. In antiker Zeit oblag der Kastellbesatzung die Überwachung der Limesstraße.

## Archäologische Befunde und Widersprüchlichkeiten in der rumänischen Forschung
Bei den archäologischen Untersuchungen in den Jahren 1911 (unter Vilmos Csutak und Ferenc László), 1943, 1947 sowie 1972 bis 1975, zuletzt unter der Leitung von Zoltan Szekely, konnte nur eine einzige Bauphase identifiziert werden.

### Sich widersprechende Angaben bei der Kastelldokumentation
Laut Nicolae Gudea handelt es sich dabei um ein Steinkastell mit rechteckigem Grundriss und abgerundeten Ecken, die in die vier Himmelsrichtungen ausgerichtet sind. Die Achsmaße betrügen 130 m mal 198 m, was einer Gesamtfläche von 2,6 Hektar entspräche. Umgeben sei es von einer 1,50 m mächtigen Mauer in der Technik des Opus incertum. Als Annäherungshindernis habe ein sieben Meter breiter und anderthalb Meter tiefer, einfacher Spitzgraben gedient. In der Ost und in der Westecke seien keine Türme festgestellt worden. Ein Seitentor habe man untersucht, und dabei flankierende, leicht vorspringende Tortürme mit einem Grundriss von jeweils zehn mal elf Metern festgestellt. Das relativ geringfügige Fundmaterial ließe keine gesicherte Anfangs- und Enddatierung zu.
Felix Marcu stellt dem gegenüber fest, dass der Ausgräber Zoltan Szekely zwei Tore identifiziert habe, die Porta praetoria (Haupttor) und die Porta decumana (rückwärtiges Tor), und darüber hinaus keine weiteren Tore feststellen konnte, während Gudea, der nicht an diesen Ausgrabungen beteiligt war, kurioserweise von nur einem Tor, nämlich der Porta principalis sinistra (linkes Seitentor) geschrieben, aber zwei Portae principalis zeichnerisch dargestellt habe. Die Mauer sei auch nicht, wie bei Gudea angegeben, 1,50 m, sondern nur 1,35 m breit gewesen. Schließlich hätten die Ausgräber Achsmaße von 90 m mal 70 m ermittelt, während Gudea an unterschiedlichen Stellen widersprüchliche Angaben machen würde. Auf der einen Seite habe er Achsmaße von 130 m mal 198 m beschrieben, auf der anderen Seite solche von 120 m mal 150 m zeichnerisch dargestellt.

### Identifizierung der Truppen
Bei den Ausgrabungen wurden eine Vielzahl von Inschriften gefunden, wodurch die Anwesenheit mehrerer Einheiten in Boroșneu Mare belegt werden konnten. Bei der Mehrzahl davon handelte es sich um Kavallerietruppen.
Am häufigsten erschien die Inschrift der Ala I Flavia Gaetulorum (1. Ala der Gaetuler mit dem Beinamen die Flavische). Die Ziegelstempel dieser Einheit waren zunächst als die einer Ala I Latobicorum (Szekely, 1975) oder die der Ala I Batavorum (Ion I. Russu, 1978) gelesen, und erst spät (Ioan Piso, 1999) richtig identifiziert worden. Die Ala I Flavia Gaetulorum war eine Ala quingenaria, eine 480 Mann starke Reitereinheit, die ursprünglich im Gebiet südlich des Hohen Atlas rekrutiert worden war.
Weitere inschriftlich bezeugte Kavallerietruppen waren eine Ala Palmyrenorum, die anfänglich falsch als Ala I Pannoniorum identifiziert worden war (Szilágyi, 1946), eine Truppe, die ursprünglich in Palmyra aufgestellt worden war, sowie die Ala I Asturum aus Asturien, im nordwestlichen Teil der Provinz Hispania ulterior.
Die vierte in Boroșneu Mare nachgewiesene Inschrift einer Reitereinheit belegt die Anwesenheit der Ala I Claudia Gallorum Capitoniana (1. gallische Ala des Capito mit dem Ehrennamen die Claudische). Die Identität dieser Truppe wurde in der rumänischen Provinzialrömischen Archäologie übereinstimmend anerkannt, außer durch Szekely (1975), der die Inschriften als die der Ala I Gallorum Flaviana gelesen wissen wollte.
Neben diesen vier reinen Kavallerieeinheiten sind auch noch zwei Cohortes equitatae (teilberittene Kohorten) als Besatzungen des Kastells Boroșneu Mare nachgewiesen worden. Die erste ist die Cohors I Bracaraugustanorum, eine ursprünglich in Bracara Augusta, in der Provinz Lusitania ausgehobene Truppe, die auch im nahe gelegenen Kastell Brețcu stationiert war. Die zweite ist die Cohors III Gallorum (3. Gallische Kohorte).

## Fundverbleib und Denkmalschutz
Die archäologischen Funde aus dem Kastell Boroșneu Mare wurden dem Muzeul Judetean Covasna (Kreismuseum Covasna) in Sfântu Gheorghe überlassen, aus dem das heutige Muzeului Naţional Secuiesc (Székely Nationalmuseum) hervorging.
Die gesamte archäologische Stätte und im Speziellen das Kastell stehen nach dem 2001 verabschiedeten Gesetz Nr. 422/2001 als historische Denkmäler unter Schutz und sind mit dem LMI-Code CV-I-s-A-13047 in der nationalen Liste der historischen Monumente (Lista Monumentelor Istorice) eingetragen. Zuständig ist das Ministerium für Kultur und nationales Erbe (Ministerul Culturii şi Patrimoniului Naţional), insbesondere das Generaldirektorat für nationales Kulturerbe, die Abteilung für bildende Kunst sowie die Nationale Kommission für historische Denkmäler sowie weitere, dem Ministerium untergeordnete Institutionen. Ungenehmigte Ausgrabungen sowie die Ausfuhr von antiken Gegenständen sind in Rumänien verboten.